# Solanum calidum
Solanum calidum är en potatisväxtart som beskrevs av Lynn Bohs. Solanum calidum ingår i släktet skattor som ingår i familjen potatisväxter. Inga underarter finns listade i Catalogue of Life.